# جيم شيلي
جيم شيلي (بالإنجليزية: Jim Shelley)‏ هو مغني ومغن مؤلف أمريكي، ولد في 29 فبراير 1952.